# Seht hin, er ist allein im Garten
Seht hin, er ist allein im Garten ist ein Passionslied vom Pfarrer Friedrich Walz aus dem Jahr 1971.
Das Lied findet sich im  Stammteil des Evangelischen Gesangbuchs im Abschnitt Passion unter der Nummer 95 sowie im Mennonitischen Gesangbuch, ebenfalls im Abschnitt Passion, unter der Nummer 286.

## Inhalt
Das Lied erzählt in prägnanter Sprache die Passionsgeschichte nach dem Matthäusevangelium.
Die Erzählung im Lied ist auf den Menschen Jesus konzentriert. Vieles aus der Erzählung des Matthäus ist weggelassen; es fehlen z. B. Judas Iskariot, der Jünger mit dem Schwert, Verleugnung des Petrus, der Hahnenschrei, die Frau des Pilatus, der „Blutfluch“ (Mt 27,25) und die Barabbas-Szene.
Jede der vier Strophen besteht aus zwei Teilen: einem Erzählteil und einem meditativen Gebetsteil.
Im Erzählteil wird der Hörer und Sänger aufgefordert, sich mit der Passionsgeschichte Jesu auseinanderzusetzen (Seht hin, …). Im Gebetsteil bezieht der Beter diese Situationen auf sein eigenes Leben und bittet um Hilfe.
1. Strophe: Jesus in Gethsemane (Matthäus 26,36–46 )
Jesus erfährt Angst, Furcht und Alleinsein im Garten.
Im Gebetsteil wird um die Nähe Jesu Christi gebetet.
2. Strophe: Die Gefangennahme (Matthäus 26,47–56 )
Jesus wird gefunden, ergriffen, gefesselt und ohne Gegenwehr abgeführt.
Im Gebetsteil wird um Befreiung durch Jesus Christus gebetet.
3. Strophe: Vor dem Hohen Rat (Matthäus 26,57–68 )
Jesus wird verklagt, geschlagen, bespuckt und verleumdet.
Im Gebetsteil wird um Fürsprache durch Jesus Christus gebetet.
4. Strophe: Vor Pilatus (Matthäus 27,15–30 )
Jesus wird mit einer Dornenkrone verspottet, verhöhnt und geschlagen. Er schweigt zu allem.
Im Gebetsteil wird um das Erbarmen durch Jesus Christus gebetet.

## Melodie
Jede Strophe besteht aus zwei Melodieteilen. Die Melodie des erzählenden Teils wurde 1986 vom Kirchenmusiker Götz Wiese komponiert; die Melodie des gebetsartigen zweiten Teils jeder Strophe stammt aus dem Genfer Psalter von 1543 von Guillaume Franc, einem Mitarbeiter von Jean Calvin. Das  Lied kann auch im Wechsel zwischen zwei Gruppen gesungen werden, der Gebetsteil eventuell auch im Stehen.